# Cerkiew Narodzenia św. Jana Chrzciciela w Moskwie (Sokolniki)
Cerkiew Narodzenia św. Jana Chrzciciela – prawosławna cerkiew w Moskwie, w rejonie Sokolniki (wschodni okręg administracyjny), w dekanacie Zmartwychwstania Pańskiego eparchii moskiewskiej Rosyjskiego Kościoła Prawosławnego.

## Historia
W XIX w. na terenie Sokolnik zaczęły powstawać liczne fabryki, następnie również szpitale i placówki, w których udzielano pomocy materialnej najuboższym. W końcu stulecia władze Moskwy urządziły w dzielnicy jeden z oddziałów Moskiewskiego Domu Pracy – placówki, w której ubodzy mogli znaleźć zatrudnienie, otrzymywali także zakwaterowanie i posiłki. W 1914 podjęto decyzję o urządzeniu w kompleksie domu również cerkwi przeznaczonej dla żyjących przy nim osób. Całość sfinansowała wdowa po fabrykancie Olga Titowa, która przekazała na ten cel 100 tys. rubli. Na polecenie fundatorki cerkwi nadano wezwanie związane z patronem jej zmarłego męża – św. Janem Chrzcicielem – a dolnemu ołtarzowi świątyni – imię św. Mateusza, patrona zmarłego syna Titowów. Położenie kamienia węgielnego pod cerkiew miało miejsce w 1915, zaś wyświęcenie obu ołtarzy – w 1917; główny ołtarz konsekrowano 15 stycznia (ceremonii przewodniczył biskup sierpuchowski Arseniusz), a dolny – 10 czerwca tego roku. Budowla przeznaczona jest dla równoczesnego udziału w nabożeństwie 800 wiernych.
Cerkiew pozostawała czynna do 1923, gdy władze radzieckie zdecydowały o jej zamknięciu. Ikonostas i chorągwie procesyjne ze świątyni przekazano cerkwi Wprowadzenia Matki Bożej do Świątyni w Moskwie, natomiast cenne naczynia liturgiczne zostały zarekwirowane. Zniszczono również kopułę cerkiewną i freski nad wejściem do budynku. Od lat 50. XX wieku w zabudowaniach Domu Pracy oraz połączonego z nim domu dziecka znajdowały się zakłady elektromechaniczne nr 1. Zaadaptowana na cele przemysłowe i nigdy nieremontowana cerkiew po czterech dziesięcioleciach była w skrajnie złym stanie technicznym. 
W 1998 budynek cerkwi zwrócono Rosyjskiemu Kościołowi Prawosławnemu, który nadał reaktywowanej świątyni status patriarszego metochionu, natychmiast również przystąpiono do prac remontowych. Pierwsze nabożeństwa w obiekcie odbyły się w 2002, zaś w 2003 budynek został ponownie poświęcony. W tym samym roku do budynku wstawiono nowy, tymczasowy ikonostas, a także odbudowano zniszczoną w 1923 kopułę. Trwają prace nad rekonstrukcją dawnego ikonostasu i remontem dolnej cerkwi św. Mateusza.

## Architektura
Cerkiew reprezentuje styl bizantyjsko-rosyjski i jest dominantą kompleksu budynków Domu Pracy. Z zewnątrz zdobiony jest ornamentami nawiązującymi do architektury bizantyjskiej oraz do cerkwi regionu pskowskiego. Budowla jest jednokopułowa.
Ikonostas w cerkwi wykonał Piotr Sizow, natomiast wstawione do niego ikony zostały napisane w stylu stroganowskim przez ikonografa Safonowa.